# NGC 497
NGC 497 é uma galáxia espiral barrada (SBbc) localizada na direcção da constelação de Cetus. Possui uma declinação de -00° 52' 29" e uma ascensão recta de 1 horas, 22 minutos e 23,9 segundos.
A galáxia NGC 497 foi descoberta em 6 de Novembro de 1882 por Édouard Jean-Marie Stephan.